# Temnothorax fragosus
Temnothorax fragosus is een mierensoort uit de onderfamilie van de Myrmicinae. De wetenschappelijke naam van de soort is voor het eerst geldig gepubliceerd in 2002 door Mackay & Buschinger.